# Виевска фолк група
Виевската фолк група е български фолклорен оркестър от Родопската фолклорна област.

## История
Виевската фолк група е създадена през 1977 г. Групата носи името на село Виево, община Смолян, родното място на основателя и ръководителя на формацията Емил Узунски. Той създава оркестъра заедно със своя колега Севдалин Кехайов, който е първият саксофонист на групата. За повече от 40 години на сцената съставът има създадени и десетки авторски песни. Участва в международни фестивали в Австрия, Чехия, Русия, Гърция и Испания. Репертоарът на Виевската фолк група е разнообразен: родопски, македонски, тракийски и странджански фолклор, попфолк и градски фолклор. Любопитна подробност е, че през 1998 г. групата записва два албума: „Плачи, горо, плачи“, който е само с народни песни, и попфолк албума „Видение“, на който солистка е само Росица Пейчева, докато Веселин Джигов не участва в записите. Дългогодишни и емблематични солисти за групата са Веселин Джигов (1940 – 2002), Росица Пейчева и Нели Узунска. От 2000 г. фирма „Пайнер“ издава албумите на групата.

## Отличия
- Призови места в Надсвирването на сватбарските оркестри през 1987 г. в Кюстендил и през 1988 г. на Надсвирването в Стамболово.[1]
- През 2003 г. печелят Годишната награда на Телевизия „Планета“ за най-добър филм – „Родопски звън“.[1]

## Дискография

### Студийни албуми
- 1991 – „Родопски звън ’91“
- 1993 – „Родопски звън ’93“
- 1994 – „Родопски звън ’94“
- 1995 – „Родопски звън ’95“
- 1996 – „Родопски звън ’96“
- 1998 – „Видение“
- 1998 – „Плачи, горо, плачи“
- 2000 – „Родопски звън 2000“
- 2001 – „Родопски звън 2001 и ново настроение“
- 2003 – „Родопски звън 2003“
- 2004 – „Родопски звън 2004“
- 2005 – „Родопски звън 2005“
- 2006 – „Родопски звън 2006“
- 2008 – „Родопски звън 2008 и ново настроение“

### Компилации
- 2002 – „Най-доброто“
- 2002 – „Родопски звън 25 години“
- 2005 – „Златна колекция от Родопите – 1 част“
- 2006 – „Златна колекция от Родопите – 2 част“
- 2007 – „Родопски звън 30 години“
- 2008 – „Златна колекция от Родопите и Македония – 3 част“
- 2009 – „Златен пим – 20 години Виевска фолк група“
- 2012 – „Виевска фолк група – 35 години“
- 2015 – „Златна колекция от Родопите – 4 част“

### Сингли
- 2021 – „Родопски звън – 45 години“
- 2022 – „Родопски напеви 5“
- 2024 – „Родопски звън 2024“

## Видеоалбуми
- 1991 – „Родопски звън ’91“
- 1993 – „Родопски звън ’93“
- 1994 – „Родопски звън ’94“
- 1995 – „Родопски звън ’95“
- 1996 – „Родопски звън ’96“
- 1998 – „Видение“
- 1998 – „Плачи, горо, плачи“
- 2000 – „Родопски звън 2000“
- 2001 – „Родопски звън 2001 и ново настроение“
- 2002 – „Родопски звън 25 години“
- 2003 – „Родопски звън 2003“
- 2004 – „Родопски звън 2004“
- 2005 – „Родопски звън 2005“
- 2006 – „Родопски звън 2006“
- 2005 – „Златна колекция от Родопите – 1 част“
- 2006 – „Златна колекция от Родопите – 2 част“
- 2007 – „Родопски звън 30 години“
- 2008 – „Родопски звън 2008 и ново настроение“
- 2008 – „Златна колекция от Родопите и Македония – 3 част“
- 2009 – „Златен пим – 20 години Виевска фолк група“
- 2012 – „Виевска фолк група – 35 години“